# Велика стіна CfA2

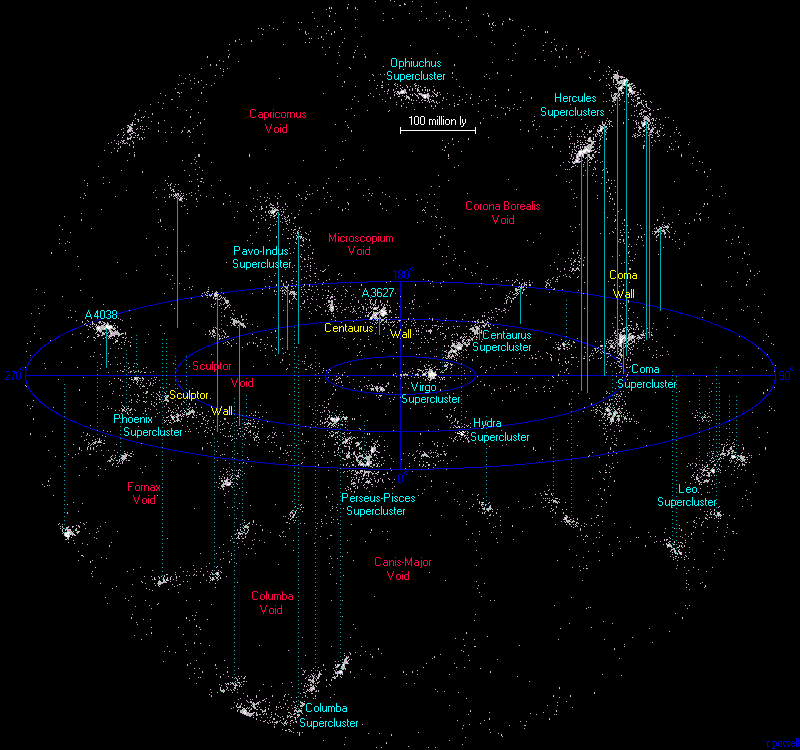
Велика стіна CfA2.

Вели́ка стіна́ CfA2 (англ. Great Wall) — велетенська пласка структура галактик, розміром близько 500 мільйонів світлових років у довжину, 300 мільйонів світлових років у ширину і товщиною 15 мільйонів світлових років. Перший відомий приклад великомасштабної структури Всесвіту, що за характерними розмірами перевищує надскупчення галактик.
Розташована на відстані приблизно 200 мільйонів світлових років (70 Мпк). Справжні розміри цього великомасштабного об'єкта не відомі, оскільки хмари пилу і газу Чумацького Шляху закривають від нас частину Великої стіни.
Структуру було відкрито 1989 року Маргарет Геллер (англ. Margaret Geller) і Джоном Гухрою (англ. John Huchra) на основі даних другого огляду червоного зсуву об'єктів далекого космосу, що здійснювався Гарвард-Смітсонівським центром астрофізики. Її галактики розкидано на значній частину небосхилу, тому саму структуру було виявлено порівняно недавно. Спочатку її назвали просто «Великою стіною» (англ. Great Wall), але після того, як було виявлено ще більші подібні структури, назву було уточнено додаванням огляду (CfA є скороченням від англ. Harvard-Smithsonian Center for Astrophysics). 
Вважається, що такі структури, як Велика стіна, складаються з темної й звичайної матерії, і що саме темна матерія визначає структуру Всесвіту на найбільших масштабах.